# Göggingen
Göggingen település Németországban, azon belül Baden-Württembergben. 

## Népesség
A település népessége az elmúlt években az alábbi módon változott:
| Lakosok száma | 1028 | 1247 | 1420 | 1567 | 1778 | 2162 | 2460 | 2460 | 2440 | 2573 |
|               | 1961 | 1967 | 1974 | 1980 | 1987 | 1993 | 2000 | 2006 | 2013 | 2023 |

## Fekvése
Durlangentől keletre fekvő település.

## Galéria

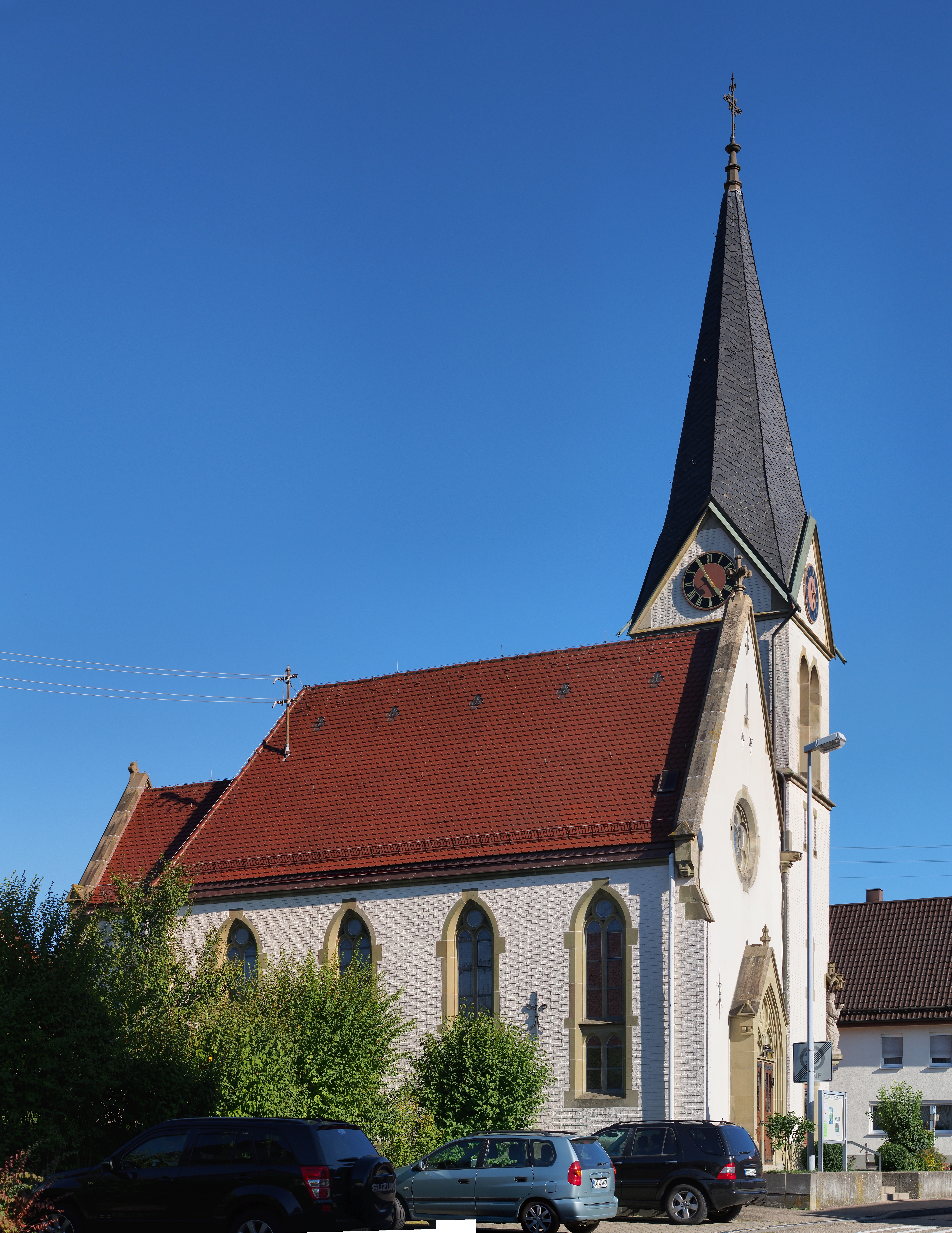
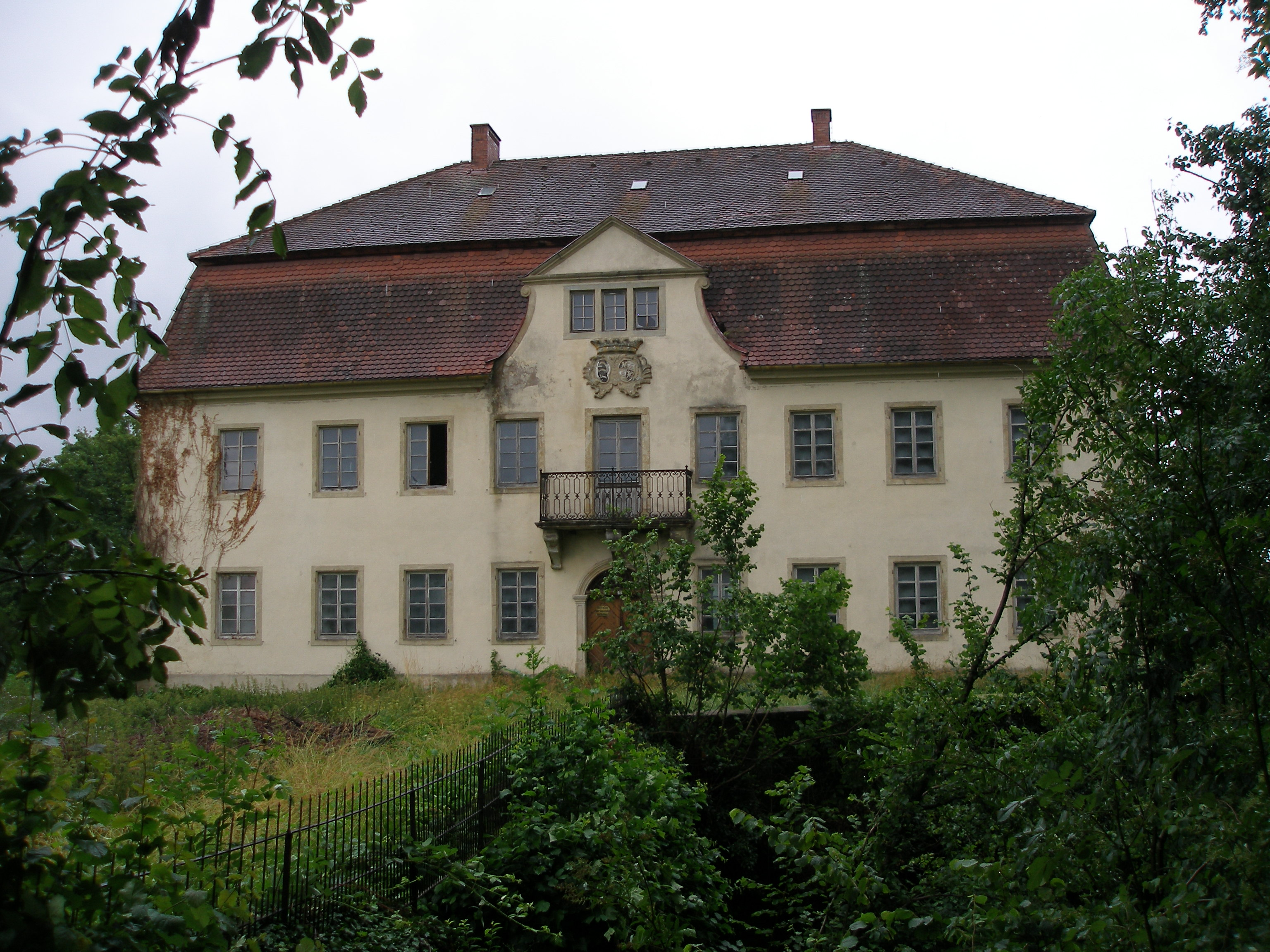
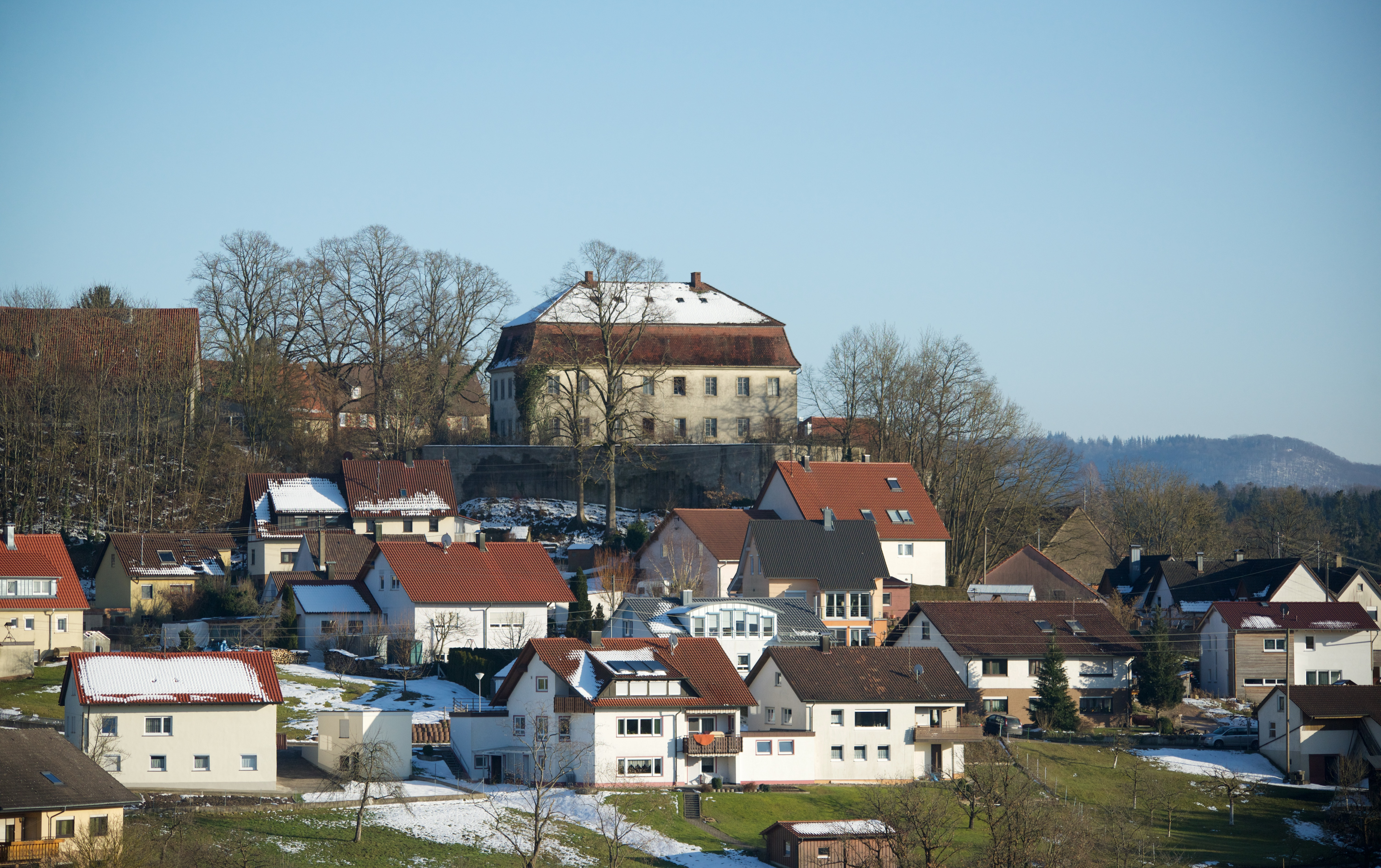